# Svart stormsvala
Svart stormsvala (Hydrobates melania) är en fågel i familjen stormsvalor inom ordningen stormfåglar, förekommande utmed västra Amerika. Arten minskar i antal till följd av predation från invasiva arter, dock inte så kraftigt att den anses vara hotad.

## Utseende och läten
Svart stormsvala är en rätt stor (21,5–23 cm), svartaktig stormsvala med kluven stjärt. Den är tydligt större och mer långvingad än andra stormsvalor i dess utbredningsområde. Vingslagen är djupa och lugna med ofta förekommande glid. Till havs är den tystlåten, men yttrar på häckplats ett utdragen spinnande läte och ett tjattrande läte som i engelsk litteratur beskrivs som "puckaree puck-puckaroo".

## Utbredning och systematik
Fågeln häckar på öarna utanför Kalifornien och Baja California. Den flyttar efter häckningen så långt söderut som till Peru. Den behandlas som monotypisk, det vill säga att den inte delas in i några underarter.

### Släktskap
Svart stormsvala och sotstormsvala (Hydrobates markhami) har tidigare behandlats som en och samma art. Genetiska studier visar dock att svart stormsvala snarare bildar en grupp med likaledes västamerikanska arterna dvärgstormsvala (H. microsoma) och vitgumpad stormsvala (H. tethys).

## Släktestillhörighet
Tidigare placerades arten i släktet Oceanodroma. DNA-studier visar dock att stormsvalan (Hydrobates pelagicus) är inbäddad i det släktet. Numera inkluderas därför arterna Oceanodroma i Hydrobates, som har prioritet.

## Levnadssätt
Svart stormsvala häckar från maj i kolonier på kustnära öar, ofta i gamla alkbon eller i klippskrevor. Den födosöker ute till havs men även nära kusten, efter fisk, bläckfisk och olika sorters djurplankton, framför allt langustlarver.

## Status och hot
Arten har ett stort utbredningsområde och en stor population, men tros minska i antal till följd av predation från invasiva arter, dock inte tillräckligt kraftigt för att den ska betraktas som hotad. Internationella naturvårdsunionen IUCN kategoriserar därför arten som livskraftig (LC). Världspopulationen uppskattades 2019 till 600 000 vuxna individer.

## Namn
Svarta stormsvalans vetenskapliga artnamn melania betyder just "svart".